# Szluha Márton
Verbói Szluha Márton (Budapest, 1935. november 19. – Budapest, 2016. november 12.) magyar genealógus, eredetileg építészmérnök, a Magyar Történelmi Családok Egyesülete (MTCSE) tagja.

A verbói Szluha család köznemesi címere

## Élete
A szlovák eredetű verbói Szluha család köznemesi ágának leszármazottja. Édesapja a nagycsömötei születésű id. verbói Szluha Márton (1898–1958) gépészmérnök, műszaki tanár, édesanyja hazslini Hazslinszky Teréz (1904–1996) volt. Apai nagyszülei verbói Szluha Dénes (1840–1930) vasi szolgabíró, kőszegi járásbíró és henyei Henyey Franciska (1868–1927) voltak. Anyai nagyszülei hazslini Hazslinszky Géza (1861-1928), ügyvéd, törvényszéki elnök, és Lányi Jakoby Márta (1879-1964) voltak. Az egyik anyai dédapja, hazslini Hazslinszky Frigyes Ákos, botanikus, a másik, Jakoby Lányi Bertalan, igazságügyminiszter volt.
Ifj. Szluha Márton Kőszegen tanult, majd építészmérnöki diplomát szerzett. 1968. június 22-én feleségül vette Budapesten budafalvi Vermes Borbálát (1941), budafalvi Vermes Samu és Nagy Kata lányát. Tagja a Magyar Történelmi Társulat Archeográfiai, Heraldikai és Genealógiai Szakosztályának. A Magyar Heraldikai és Genealógiai Társaság választmányi tagja, majd alelnöke volt.
2016. november 12-én, hosszú betegség után a Szent János Kórházban hunyt el.

## Munkássága
Noha szakmája szerint nem történész, mégis a második világháború utáni nemzedék kiemelkedő genealógusai közé tartozik. Számos műben dolgozta fel a nemesség genealógiáját, általában megyék szerint.
Folytatta Horánszky Pál befejezetlen művét a liptói nemességről, melynek a háború alatt csak az első két kötete jelent meg. A többi kéziratban és jegyzetekben maradt. Szluha Márton ezeket a saját kutatásaival egészítette ki, egészen a jelenkorig. Foglalkozott azon családokkal is, melyek csak az 1754-es nemesi összeírás után érkeztek a vármegyébe. Hiányossága, hogy a címerek mellékes szerepet játszanak. Ugyanazon családok ágainál azonos címereket tüntet fel, melyek nincsenek tekintettel az egyes változatokra, valamint Horánszky számos tévedését is átvette. További hiányossága, hogy gyakran szimpla névazonosság alapján ágaztat be állitólagos családtagokat, akiknek semmi közük az adott családhoz, mint például a szlavniczai Sándor család Tótsoókinak mondott ágazata kapcsán. Mindezzel együtt Szluha munkássága rendkívül hasznos kiindulópont lehet a jelen és jövő genealógusainak számára.

## Művei
- Megemlékezés egy 400 éves családról. Turul 66, 1993/4, 26–29. l.
- A Szluha család története. 1996
- Vas vármegye nemes családjai (családfa melléklettel). Írta Balogh Gyula. Kiegészítette Szluha Márton [Szombathely, 1894 – Reprint: Budapest, 1999]
- Liptó vármegye nemes családjai. Budapest, 2000
- Bács-Bodrog vármegye nemes családjai. Budapest, 2002
- Nyitra vármegye nemes családjai. 1. A–K., 2. L–Sz. Budapest, 2003–2005
- Bács-Bodrog, Csanád, Liptó, Nyitra, Udvarhely és Vas vármegyék nemes családjai. Arcanum 2005. november (CD)
- Felvidéki nemes családok. I–II. Arcanum 2007. március (CD)
- Vas vármegye nemes családjai. Budapest: Heraldika, 2011–2012

## Származása
| verbói Szluha Márton (Budapest, 1935. november 19. – Budapest, 2016. november 12.) magyar genealógus, eredetileg építészmérnök. | Apja: verbói Szluha Dénes (Nagycsömöte, 1898. október 4. – Budapest, 1958. december 22.) gépészmérnök, műszaki tanácsos | Apai nagyapja: verbói Szluha Dénes (Nagycsömöte, 1840. február 10. – Kőszeg, 1930. június 10.) Vas vármegyei szolgabíró, kőszegi járásbíró | Apai nagyapai dédapja: verbói Szluha Márton (Kőszeg, 1799. október 9. – Nagycsömöte, 1833. november 6.) Vas vármegyei főszolgabíró (Szülei: verbói Szluha János, ügyvéd, kerületi táblai ügyész, földbirtokos, és nemes Nagy Anna)                                                       |
| verbói Szluha Márton (Budapest, 1935. november 19. – Budapest, 2016. november 12.) magyar genealógus, eredetileg építészmérnök. | Apja: verbói Szluha Dénes (Nagycsömöte, 1898. október 4. – Budapest, 1958. december 22.) gépészmérnök, műszaki tanácsos | Apai nagyapja: verbói Szluha Dénes (Nagycsömöte, 1840. február 10. – Kőszeg, 1930. június 10.) Vas vármegyei szolgabíró, kőszegi járásbíró | Apai nagyapai dédanyja: ajkai Ajkay Alojzia (Kőszeg, 1806. március 29. – Nagycsömöte, 1865. augusztus 4.) (Szülei: ajkai Ajkay Pál, ügyvéd, vasi táblabíró, író, földbirtokos és mecséri Mecséry Zsuzsanna)                                                                              |
| verbói Szluha Márton (Budapest, 1935. november 19. – Budapest, 2016. november 12.) magyar genealógus, eredetileg építészmérnök. | Apja: verbói Szluha Dénes (Nagycsömöte, 1898. október 4. – Budapest, 1958. december 22.) gépészmérnök, műszaki tanácsos | Apai nagyanyja: henyei Henyey Franciska (Kisfalud, Sopron vármegye, 1868. február 24. – Kőszeg, 1927. február 14.)                         | Apai nagyanyai dédapja: henyei Henyey Pál (Kisfalud, Sopron vármegye, 1837. május 27. – Kisfalud, Sopron vármegye, 1902. szeptember 21.) földbirtokos, megyei bizottsági tag (Szülei: Henyey Péter, vértes hadapród, soproni táblabíró, földbirtokos és hertelendi Hertelendy Franciska) |
| verbói Szluha Márton (Budapest, 1935. november 19. – Budapest, 2016. november 12.) magyar genealógus, eredetileg építészmérnök. | Apja: verbói Szluha Dénes (Nagycsömöte, 1898. október 4. – Budapest, 1958. december 22.) gépészmérnök, műszaki tanácsos | Apai nagyanyja: henyei Henyey Franciska (Kisfalud, Sopron vármegye, 1868. február 24. – Kőszeg, 1927. február 14.)                         | Apai nagyanyai dédanyja: szenttamási Babos Karolin (Egyházashetye, 1845. április 12. - 1910.) (Szülei: szenttamási Babos Károly, földbirtokos és nagykajdi Gergye Róza) |
| verbói Szluha Márton (Budapest, 1935. november 19. – Budapest, 2016. november 12.) magyar genealógus, eredetileg építészmérnök. | Anyja: hazslini Hazslinszky Teréz (Budapest, 1904. július 19. – Budapest, 1994. április 5.)                             | Anyai nagyapja: hazslini Hazslinszky Géza (Eperjes, 1861. augusztus 2.- Budapest, 1928. április 15.) királyi törvényszéki elnök            | Anyai nagyapai dédapja: hazslini Hazslinszky Frigyes Ákos (Késmárk, 1818. január 6. – Eperjes, 1896. november 18.) magyar botanikus. (Szülei: Hazslinszky Tamás és Ruchta Zsuzsanna) |
| verbói Szluha Márton (Budapest, 1935. november 19. – Budapest, 2016. november 12.) magyar genealógus, eredetileg építészmérnök. | Anyja: hazslini Hazslinszky Teréz (Budapest, 1904. július 19. – Budapest, 1994. április 5.)                             | Anyai nagyapja: hazslini Hazslinszky Géza (Eperjes, 1861. augusztus 2.- Budapest, 1928. április 15.) királyi törvényszéki elnök            | Anyai nagyapai dédanyja: Putz Jozefa Terézia (1827. – Pestszenterzsébet, 1911. október 13.) (Szülei: Putz Sámuel és Jermy Zsuzsanna) |
| verbói Szluha Márton (Budapest, 1935. november 19. – Budapest, 2016. november 12.) magyar genealógus, eredetileg építészmérnök. | Anyja: hazslini Hazslinszky Teréz (Budapest, 1904. július 19. – Budapest, 1994. április 5.)                             | Anyai nagyanyja: jakobi Lányi Márta (Liptószentmiklós, 1879. április 29.– Budapest, 1964. június 2.)                                       | Anyai nagyanyai dédapja: dr. jakobi Lányi Bertalan (Hibbe, Liptó vármegye, 1851. március 21. – Budapest, 1921. február 15.) jogász, igazságügyminiszter, jogtudós és jogi szakíró. (Szülei: kaposztafalvi Jakobi Lányi Péter, Liptó vármegye szolgabírája, és benedekfalvi Luby Rozália) |
| verbói Szluha Márton (Budapest, 1935. november 19. – Budapest, 2016. november 12.) magyar genealógus, eredetileg építészmérnök. | Anyja: hazslini Hazslinszky Teréz (Budapest, 1904. július 19. – Budapest, 1994. április 5.)                             | Anyai nagyanyja: jakobi Lányi Márta (Liptószentmiklós, 1879. április 29.– Budapest, 1964. június 2.)                                       | Anyai nagyanyai dédanyja: sztosházi Vitalis Gizella (1857.– Budapest, 1890. május 25.) (Szülei: vitálisfalvi és sztosházi Vitális Antal, Liptó vármegyei nagybirtokos, árvaszéki elnök és Pottornyay Rózsa)                                                                              |